# Gerard Bucknall
Gerard Corfield Bucknall (1894 – 1980) was een Britse legerofficier en korpscommandant tijdens de Tweede Wereldoorlog.

## Biografie
In 1914 tijdens de Eerste Wereldoorlog werd Bucknall toegevoegd aan de Middlesex Regiment en diende daarna in Frankrijk. In het interbellum diende hij bij het Egyptische Leger (Egypte was de-facto een deel van het Britse Rijk) en hij werd toegevoegd aan de Staff College in Camberley. Van 1937 tot 1938 was hij General Officer Commanding Canadian Forces. Hij was in 1939 commandant van het 2de Bataljon tijdens het uitbreken van de Tweede Wereldoorlog en volgde daarmee Brian Horrocks op ten tijde dat de British Expeditionary Force naar Frankrijk vertrok. Van 1939 tot 1940 was Bucknall assistant quartermaster-general bij de War Office en van 1940 tot 1941 was hij bevelhebber van de 138th Brigade. Hij werd in 1941 benoemd tot General Officer Commanding van de 53e (Welsh) Infanteriedivisie voordat hij in 1943 in actie kwam met de 5e Divisie in Sicilië en Italië.
Bucknall maakte indruk op Bernard Montgomery en benoemd hem in juni 1944 tot bevelhebber van het 30e legerkorps om deel te nemen aan Operatie Overlord. Maar de Chief of the Imperial General Staff Alan Brooke geloofde dat Bucknall ongeschikt was om op zo’n niveau commando te voeren en door de relatief slechte prestaties van het 30e Legerkorps werd Bucknall vervangen door Horrocks. Montgomery bekende dat het een fout was om Bucknall te benoemen en Bucknall kreeg het bevel in Noord-Ierland (Northern Ireland District) en behield die post tot zijn pensioen in 1947.

## Militaire loopbaan
- Titulair Lieutenant-Colonel: 1 januari 1936[1]
- Colonel: 1 augustus 1939 (gedateerd 1 januari 1939)[1]
- Waarnemend Brigadier: 10 augustus 1940[1]
- Tijdelijk Brigadier: 10 februari 1941[1]
- Waarnemend Major-General: 29 juli 1941[1]
- Tijdelijk Major-General: 29 juli 1942[1]
- Waarnemend Lieutenant-General: 12 september 1942[1]
- Reverted to Temporary Major-General: 29 juli 1943[1]
- Major-General: 21 december 1943[1]
- Waarnemend Lieutenant-General: 27 januari 1944[1]
- Tijdelijk Lieutenant-General: 11 maart 1944	[1]
- Teruggezet naar Major-General: 3 augustus 1944[1]
- Verleend de ere-rang van Lieutenant-General: 4 maart 1948[1]

## Decoraties
- Lid in de Orde van het Bad
- Military Cross